# Takuma Sonoda
Takuma Sonoda (japanisch 薗田 卓馬 Sonoda Takuma; * 14. Juni 1993 in Kirishima) ist ein japanischer Fußballspieler.

## Karriere
Sonoda erlernte das Fußballspielen in der Schulmannschaft der Kagoshima Josei High School und der Universitätsmannschaft der Fukuoka-Universität. Seinen ersten Vertrag unterschrieb er 2016 bei Azul Claro Numazu. Am Ende der Saison 2016 stieg der Verein in die J3 League auf. Für den Verein absolvierte er 62 Ligaspiele. 2018 wechselte er zum Zweitligisten Tokushima Vortis. Im August 2018 wechselte er auf Leihbasis bis zum Rest der Saison zum Drittligisten Kagoshima United FC. 2018 wurde er mit dem Verein Vizemeister der dritten und stieg in die zweite Liga auf. Nach Ende der Ausleihe wurde er von Kagoshima für weitere zwei Jahre unter Vertrag genommen. Am Ende der Saison 2019 stieg der Verein wieder in die dritte Liga ab. Im Januar 2022 unterschrieb er einen Vertrag beim Ligakonkurrenten Tegevajaro Miyazaki.